# ارنا الیزباریان
ارنا آشوتی الیزباریان (ارمنی: Էռնա Աշոտի Էլիզբարյան؛ انگلیسی: Erna Elizharyan؛ ۲۹ ژانویهٔ ۱۹۷۷) مجری تلویزیون اهل ارمنستان است.

## زندگی‌نامه
وی در ۲۹ ژانویه ۱۹۷۷ در ایروان به دنیا آمد و از دانشگاه دولتی علوم پرورشی خاچاطور آبوویان ارمنستان فارغ‌التحصیل گشت 